# Porto dos Gaúchos
Porto dos Gaúchos é um município brasileiro do estado de Mato Grosso. Localiza-se no centro-norte matrogrossense, distando 663 km de Cuiabá, a capital do estado. Ocupa uma área de 6 846,668 km², e sua população no censo de 2022 do Instituto Brasileiro de Geografia e Estatística era de 5 593 habitantes, sendo o 103.º município menos populoso do estado.
A sede tem uma temperatura média anual de 24 ºC. O seu Índice de Desenvolvimento Humano (IDH) foi inferido em 0,685 no ano de 2010, considerado como médio pelo Programa das Nações Unidas para o Desenvolvimento (PNUD). Seu Produto Interno Bruto (PIB) foi estimado em R$ 1,318 bilhão no ano de 2021. O PIB per capita era o sexto maior do estado e o 31.º do país no mesmo ano. O setor primário é predominante na economia local, correspondendo a quase 80% do valor adicionado bruto. Em 2010, a taxa de atividade econômica era de 67,38% entre os maiores de dezoito anos, enquanto o salário médio em 2021 foi de 2,7 salários mínimos.
A história do município foi influenciada pela Marcha para o Oeste, uma iniciativa que visava ocupar áreas desabitadas. Os irmãos Guilherme Meyer e Alfredo Carlson fundaram a Colonizadora Noroeste Matogrossense (CONOMALI) e começaram a vender terras na região por preços acessíveis. Os colonos, principalmente do Rio Grande do Sul, começaram a se estabelecer na região logo a seguir. A CONOMALI desenvolveu a área, construindo uma infraestrutura básica, o que atraiu a chegada de novas famílias. Porto dos Gaúchos foi elevado a município no ano de 1963.  

## História
Durante o século XX, o governo promoveu o assentamento de agricultores no estado de Mato Grosso. Dentre tais iniciativas, registra-se a Marcha para o Oeste, um programa mais amplo do governo federal que visava "preencher os vazios." Em outubro de 1954, os irmãos Guilherme Meyer e Alfredo Carlson, fundadores da empresa Colonizadora Noroeste Matogrossense (CONOMALI), sobrevoaram a área que atualmente compreende o município. Em 1954, mesmo sem estudos prévios referentes à qualidade dos solos, Mayer comprou 120 mil hectares na região do Rio Arinos. A região passou a ser explorada, sem o apoio do estado, recebendo inicialmente o nome de Gleba Arinos.
Em 1954, as terras da gleba começaram a ser vendidas por intermédio de escritório da CONOMALI estabelecido em Porto Alegre. Os preços eram acessíveis e podiam ser pagos em 36 parcelas mensais. Em março de 1955, uma caravana com vinte pessoas partiu de Santa Rosa, no Rio Grande do Sul, para demarcar e ocupar a gleba. A caravana chegou ao local em maio do mesmo ano, após 45 dias de viagem. Passaram então a derrubar a mata, construir estradas e locais para moradia, viabilizando a instalação de novas famílias nos meses seguintes. As primeiras famílias chegaram em 1956, totalizando 87 pessoas. Em 1957, a população foi aferida em 473 habitantes, composta principalmente por teuto-brasileiros do Alto Uruguai. Posteriormente, a companhia trouxe emigrantes de Santa Catarina e do Paraná.
O processo de formação ocorreu de forma abrupta e desrespeitosa aos direitos dos povos indígenas. Não existiam reservas indígenas na região, o que resultava na qualificação das terras como devolutas. Na região viviam os Tapaiúnas, Caiabis e os Ricbactas, que lutavam contra a ocupação. Neste contexto, o processo de colonização não foi pacífico. Foi sugerida uma expedição do Serviço de Proteção aos Índios (SPI) para lidar com a situação. Em 1968, a Fundação Nacional do Índio (FUNAI) estabeleceu a Reserva Indígena Tapayúna. No ano seguinte, uma epidemia de gripe resultou na morte de centenas de Tapaiúnas, e os poucos indígenas sobreviventes foram transferidos para o Parque Indígena do Xingu.
A CONOMALI empreendeu esforços para o desenvolvimento gradual da Gleba Arinos. Foram construídas ruas, estradas, serrarias, farmácia, posto médico e um pequeno hospital. A rede de ensino contou com escolas de formação elementar e fundamental. Após a criação da primeira ligação terrestre com a capital estadual Cuiabá, a localidade passou a contar com uma estrutura relativamente boa, a qual incluía usina elétrica, moinhos, oficina mecânica e pequeno estaleiro fluvial para a construção de barcos. Em 1959, 2.100 hectares haviam sido desmatados. Ao mesmo tempo, a companhia continuou recrutando novos moradores, utilizando anúncios em jornais cujo conteúdo referia a disponibilidade de terras férteis, com potencial para o cultivo de café, pimenta, cacau e borracha.
Foi elevado à categoria de município por intermédio da Lei n.º 1945, de 11 de novembro de 1963, com o desmembramento do município de Diamantino. Sua instalação ocorreu em 1.º de maio de 1965. O novo município recebeu o nome de Porto dos Gaúchos, uma junção do estado de origem dos primeiros colonizadores com o porto de chegada, o qual servia como o único acesso ao local. Guilherme Mayer foi o primeiro prefeito. Em 1965, possuía quase 1.000 habitantes, com 3.700 lotes à venda. A produção agrícola abrangia os cultivos de arroz, café, cacau, pimenta-do-reino e seringueiras. Em 1959 foram registradas 610 mil covas de café, 40 mil pés de cacau e 100 mil de seringueiras, com produção de borracha estimada em 31 toneladas.
Todavia, os autores Gerd Kohlhepp e Sandro Dutra e Silva registraram que um dos grandes problemas da colonização foi o fato de que muitos colonos ficaram frustrados com as diferentes dificuldades enfrentadas e acabaram retornando para o Rio Grande do Sul. Dentre os motivos, estava a saudade da terra natal, as dificuldades de adaptação às condições socioambientais e financeiras e o desconhecimento climático e edáfico da região. Em 1975, a cidade passava por uma crise, gerando um cenário de abandono, caracterizado pela escassez de moradias, pela quase inexistência de atividades econômicas e pela precariedade de infraestrutura e de ação do poder público.  A rua principal estava ocupada com bares, com a ausência quase completa de outros estabelecimentos comerciais.

## Geografia

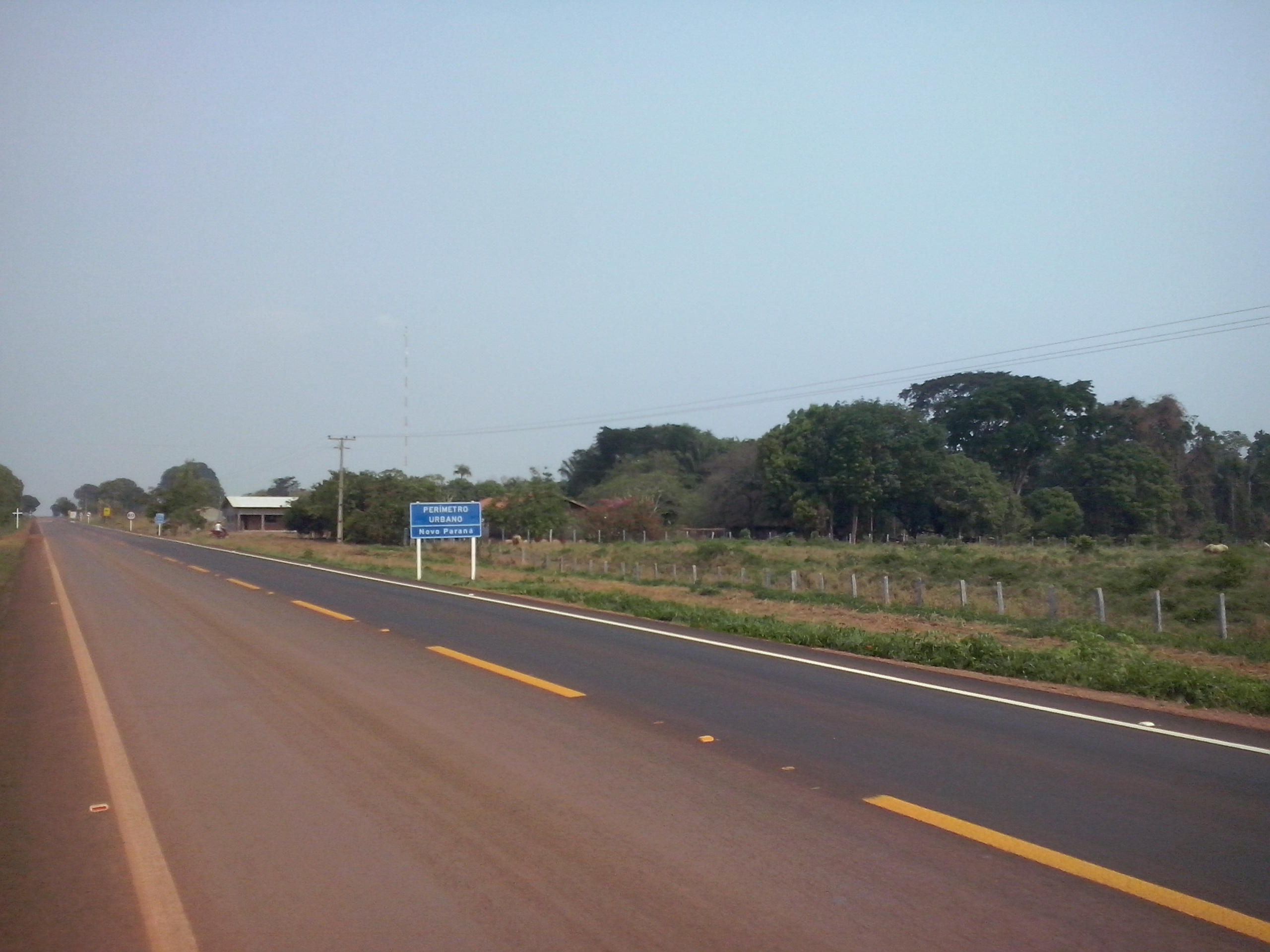
Rodovia e paisagem de Porto dos Gaúchos

O município está localizado na região centro-norte do estado de Mato Grosso, estando distante a 663 quilômetros de Cuiabá, capital estadual. Situa-se a 11º31'31" de latitude sul e 57º24'50" de longitude oeste. Com uma área de 6.846,668 km², limita-se com os municípios de Ipiranga do Norte, Itanhangá, Juara, Nova Maringá, Novo Horizonte do Norte e Tabaporã. De acordo com a divisão do Instituto Brasileiro de Geografia e Estatística, pertence às Regiões Geográficas Intermediária de Sinop e Imediata de Juara.
Sua altitude varia a até 260 metros acima do nível do mar. Seu clima é predominantemente equatorial quente, com temperatura média anual de 24°C. Com índice de pluviosidade anual de 2.500 mm, possui três meses de seca de junho a agosto. Pertence à bacia hidrográfica do Amazonas.
O município registrou o maior abalo sísmico noticiado no Brasil, em 31 de janeiro de 1955. O tremor, de magnitude 6,2 na escala Richter, ocorreu na Serra do Tombador. Apesar do forte impacto, não trouxe maiores danos, haja vista a escassa população que vivia nas regiões atingidas. Desde então, sismógrafos observaram atividade recorrente na região. Em 1998 e 2005, a cidade sofreu sismos moderados de magnitude 5, seguidos de diversos outros pequenos abalos sísmicos.

## Demografia
Em 2022, a população do município foi contada pelo Instituto Brasileiro de Geografia e Estatística em 5 593 habitantes. Dos 142 municípios de Mato Grosso, era o 102.º mais populoso.  De acordo com o censo daquele ano, 2,867 (51,26%) habitantes eram homens e 2,726 (48,74%) mulheres.
Conforme a pesquisa de autodeclaração do censo do IBGE de 2022, a população era composta por 2.968 pardos (53,07%), 2.194 brancos (39,23%), 403 pretos (7,21%), 16 indígenas (0,29%) e 12 amarelos (0,21%). Em relação à pirâmide etária, 3.848 (68,80%) pessoas tinham entre 15 a 64 anos da idade, 1.223 (21,87%) menos de 15 anos e 522 (9,33%) mais de 65 anos. Não haviam centenários no município.
O Índice de Desenvolvimento Humano Municipal (IDH-M) de Porto dos Gaúchos, de 0,685 em 2010, era considerado médio pelo Programa das Nações Unidas para o Desenvolvimento (PNUD). O mesmo indicador havia sido apurado em 0,585 em 2000. Considerando-se apenas o índice de educação, o valor é de 0,561, sendo o de longevidade 0,815 e o de renda 0,703. O coeficiente de Gini, que mede a desigualdade social, era de 0,50, sendo que 1,00 é o pior número e 0,00 é o melhor. A taxa de mortalidade infantil era de 17,20 e a expectativa de vida era de 73,88 anos.

## Política e administração
Nas décadas de 1980 e 1990, três distritos de Porto dos Gaúchos foram desmembrados e elevados à categoria de municípios, quais sejam: Juara, Novo Horizonte do Norte e Tabaporã.
O Poder Executivo do município é chefiado pelo prefeito, auxiliado por oito secretários. Desde janeiro de 2021, o executivo é comandado por Vanderlei Antônio de Abreu, enquanto o vice-prefeito é Edson Mauro Alves Ferreira. Ambos foram eleitos em novembro de 2020 com 1.476 votos (51,23%).
O Poder Legislativo é representado pela Câmara Municipal de Vereadores, da qual integram nove vereadores. O legislativo é dirigido pelo presidente, o qual compõe a mesa diretora juntamente com o vice-presidente e dois secretários. Cabe à casa elaborar e votar leis fundamentais à administração e ao Executivo, além de fiscalizá-lo. Em 2023, o vereador Claudiomar Braun foi cassado sob a acusação de homofobia contra o vereador Leandro Budke, presidente do legislativo local. O caso foi judicializado e uma desembargadora estadual manteve a decisão.
O município é jurisdicionado pela Comarca de Porto dos Gaúchos, do Tribunal de Justiça de Mato Grosso, a qual fora instalada em 1985. A construção de uma nova sede do fórum foi finalizada em 2018. Naquele ano, a comarca possuía em tramitação 2.066 processos cíveis e criminais e 411 processos do Juizado Especial. O fórum abriga também uma estrutura de atendimento da Defensoria Pública.
Na política nacional, Jair Bolsonaro (PL) obteve 2.263 votos (74,51%) no segundo turno da eleição presidencial de 2022, superando o presidente eleito Luiz Inácio Lula da Silva, o qual recebeu 774 votos (25,49%). Para o governo de Mato Grosso, Mauro Mendes (UNIÃO) angariou 2.262 votos (83,56%), enquanto Wellington Fagundes (PL) conseguiu 1.741 votos (75,53%).
| Ano  | Eleitorado | Candidato eleito         | Votos - %      | Segundo colocado       | Votos - %      | Outros      | Votos brancos e nulos |
| ---- | ---------- | ------------------------ | -------------- | ---------------------- | -------------- | ----------- | --------------------- |
| 2020 | 3.868      | Vanderlei de Abreu - MDB | 1.476 - 51,23% | Kelly Duarte - DEM     | 1.355 - 47,03% | 50 - 1,74%  | 121 - 4,03%           |
| 2016 | 4.151      | Baxinho Piovesan - PMDB  | 1.995 - 64,13% | Claudiomar Braun - PSB | 1.116 - 35,87% | -           | 162 - 4,66%           |
| 2012 | 3.937      | Baixinho Piovesan - PSB  | 1.786 - 58,40% | Carmem - DEM           | 1.272 - 41,60% | -           | 148 - 4,62%           |
| 2008 | 4.026      | Carmem - DEM             | 1.625 - 51,93% | Nolar de Almeida - PR  | 1.504 - 48,07% | -           | 172 - 5,21%           |
| 2004 | 3.843      | Revelino Braz - PTB      | 1.715 - 58,21% | Nercio Arend - PPS     | 1.231 - 41,79% | -           | 205 - 6,50%           |
| 2000 | 3.483      | Revelino Braz - PSDB     | 1.635 - 57,51% | Nercio Arend - PFL     | 966 - 33,98%   | 242 - 8,51% | 100 - 3,40%           |

| Ano  | Eleitorado | Primeiro colocado                | Votos - %      | Segundo colocado               | Votos - %      | Outros      | Votos brancos e nulos |
| ---- | ---------- | -------------------------------- | -------------- | ------------------------------ | -------------- | ----------- | --------------------- |
| 2022 | 4.001      | Jair Bolsonaro - PL              | 2.263 - 74,51% | Luiz Inácio Lula da Silva - PT | 774 - 25,49%   | -           | 61 - 1,97%            |
| 2018 | 4.079      | Jair Bolsonaro - PSL             | 1.843 - 69,39% | Fernando Haddad - PT           | 813 - 30,61%   | -           | 125 - 4,49%           |
| 2014 | 4.101      | Aécio Neves - PSDB               | 1.752 - 63,11% | Dilma Rousseff - PT            | 1.024 - 36,89% | -           | 71 - 2,49%            |
| 2010 | 4.010      | José Serra - PSDB                | 1.958 - 70,79% | Dilma Rousseff - PT            | 808 - 29,21%   | -           | 72 - 2,54%            |
| 2006 | 4.017      | Geraldo Alckmin - PSDB           | 2.051 - 70,77% | Luiz Inácio Lula da Silva - PT | 847 - 29,23%   | -           | 75 - 2,52%            |
| 2002 | 3.598      | José Serra - PSDB                | 1.463 - 58,22% | Luiz Inácio Lula da Silva - PT | 1.050 - 41,78% | -           | 110 - 4,19%           |
| 1998 | 3.165      | Fernando Henrique Cardoso - PSDB | 1.669 - 84,25% | Luiz Inácio Lula da Silva - PT | 167 - 8,43%    | 145 - 7,32% | 330 - 14,28%          |

## Economia
O Produto Interno Bruto (PIB) de Porto dos Gaúchos foi estimado em R$ 1,318 bilhão no ano de 2021. Era o 37.º município com maior PIB do estado de Mato Grosso e o 844.º do Brasil. O PIB per capita era de R$ 246.782,25, o sexto maior do estado e 31.º do país.
O setor primário é o mais relevante para a economia municipal. O valor adicionado bruto da agropecuária era de R$ 1,050 bilhão no ano de 2021. Dentre as principais atividades econômicas destacavam-se o extrativismo vegetal, a pecuária de cria, recria e corte, e a agricultura baseada em culturas perenes.
O valor adicionado bruto da indústria era de R$ 32,986 milhões, no mesmo ano. O setor da administração pública participava com 3,8% do valor adicionado bruto e da indústria com 2,6%.
Em 2010, 67,38% da população maior de dezoito anos era economicamente ativa, enquanto a taxa de desocupação era de 3,73%. O salário médio foi aferido em 2,7 salários mínimos no ano de 2021.
Em 2017, as receitas orçamentárias do município eram de R$ 34,937 milhões, enquanto os gastos orçamentários somavam R$ 30,058 milhões.